# Polskie Towarzystwo Studiów Międzynarodowych
Polskie Towarzystwo Studiów Międzynarodowych (PTSM) – ogólnopolskie stowarzyszenie mające na celu integrację badaczy problematyki stosunków międzynarodowych. 

## Organizacja
Pierwsze spotkanie grupy inicjatywnej przyszłego PTSM odbyło się 12 września 2008 w Krakowie. Wzięli w nim udział: Edward Haliżak, Roman Kuźniar (UW), Andrzej Mania, Lubomir Zyblikiewicz (UJ), Tadeusz Marczak (UWr), Marek Pietraś (UMCS), Katarzyna Żukrowska (SGH).
W 23 września 2009 w Warszawie miało miejsce zebranie założycielskie Polskiego Towarzystwa Studiów Międzynarodowych. Na przewodniczącego organizacji wybrano Edwarda Haliżaka. Haliżaka wybierano także na kadencje 2013–2019 oraz 2020–2026.
Główna siedziba ma miejsce w Warszawie, początkowo na ul. Żurawiej 4, a następnie na al. Wojska Polskiego 9. W pierwszej połowie 2010 utworzono pierwszy oddział terenowy – w Krakowie. Następnie powstały w: Białymstoku, Gdańsku, Kielcach, Krakowie, Lublinie, Łodzi, Poznaniu, Warszawie, Wrocławiu. W PTSM funkcjonują także sekcje naukowo-badawcze zrzeszające osoby dzielące podobne zainteresowania.
PTSM jest członkiem założycielem Światowego Komitetu Studiów Międzynarodowych. Należy nadto do International Studies Association.

## Działalność
PTSM organizuje konkursy na najlepsze monografie naukowe oraz prace doktorskie z zakresu stosunków międzynarodowych.
Zarząd Główny oraz oddziały terenowe organizują konferencje, seminaria, warsztaty i wykłady. PTSM angażuje się także w projekty organizowane m.in. przez Ministerstwo Spraw Zagranicznych.
PTSM w 2016 zapowiedział rozpoczęcie elektronicznego wydawania półrocznika „Polish Journal of International Studies”. Pierwszy numer (stan na 2023) jest cały czas w fazie koncepcji.